# Castelul Kemény-Bánffy din Luncani

## Istoric
- 1268 - prima atestare documentară a locului, prin actul de cumpărare al domeniului („Terra Gerende”) de către Peter, Jakab și Saul Gerendi (fiii lui Samson Gerendi) de la cetățeanul Cute din cetatea Turda, contra prețului de 15 mărci argint.
- 1270 - fiul Istvan al lui Bela IV (1235-1270) în certificatul de dăruire a localităților Aranyoslóna (Luna) și  Hadrévet (Hădăreni) se referă la Peter și Jakab Gerendi, precum și la „Villa Guerend”.
- 1290 - biserica (inițial romano-catolică) Luncani a fost probabil construită de Jakab Gerendi cu începere din anii de după 1268. A fost terminată în anul 1290. O inscripție în piatră din biserică atestă existența bisericii la acea dată.
- 1332 - „Monumenta Vaticana” se referă la această localitate, numind-o „Gerend”.
- 1339 - în testamentul său, Miklos Gerendi („Comes Nicolaus filius Petri nobilis de Gerend”) dispune ca biserica de piatră cu hramul „Sf.Elisabeta” (Erzsebet a fost prenumele mamei lui Miklos Gerendi) să fie ingrijită în comun de nepoți.
- 1378 - domeniul primește despăgubiri pentru daunele provocate morii de plutele care transportau sarea pe Arieș.
- 1529 - în Luncani se ține o Dietă a Transilvaniei unde se decide ridicarea nobilimii transilvănene împotriva principelui ardelean Ioan al II-lea Sigismund Zápolya (1540-1571).
- 1597 - pe motiv de trădare, familia Gerendi pierde domeniul și castelul (acestea vor intra ceva mai târziu în posesia familiilor Jósika și Sarmasághy).
- 1629 - începând cu anul 1629, an în care consilierul Boldizsár (Baltazar) Kemény - tatăl principelui Ardealului Ioan Kemény (1661-1662) - a  preluat o parte a satului de la Gabriel Bethlen, și  până în anul 1861 (anul morții ultimului Kemény, înmormântat în cripta bisericii) conducătorii bisericii au fost reformații Kemény.
- 1630 - Boldizsár (Baltazar) Kemény cumpăra castelul (și moșiile aferente) de la Gabriel Jósika.
- 1653 și 1661 - două inventare descriu castelul și domeniul Gerend. În această perioadă, acestea aparțineau lui Janos Kemény. Ultimul inventar datează după un jaf al tătarilor.
- 1702 - două inscripții din subsolul castelului atestă desfășurarea unor ample lucrări de construcții. La sfârșitul secolului al XVIII-lea baronul Farkas Kemény s-a căsătorit cu Terezia Batthyány. Urmașii acestora, inclusiv József Kemény, au fost romano-catolici.
- 1824 - se încheie construirea bastioanelor de la colțurile castelului.
- 1848-1849 - cu prilejul Revoluției, castelul este devastat.
- 1857 - au loc alte lucrări de construcție, inclusiv o reparație capitală. O gravură din această perioadă prezintă castelul în forma sa actuală.
- 1861 - decesul lui Sámuel Kemény, ultimul bărbat al familiei Kemény. Începe procesul de succesiune.
- 1867 - în urma procesului, castelul revine Iosefinei Kun, căsătorită cu Wilhelm Klebelsberg. Ulterior, este moștenit de familiile Zichy și Bánffy.
- 1918-1919 - cu ocazia evenimentelor care au urmat primului război mondial, castelul este avariat din nou.
- 1944 - castelul este ocupat în luna septembrie de trupele rusești care încearcă să atace trupele germane aflate dincolo de Arieș.
- 1949 - membrii familiei Bánffy sunt evacuați forțat din castel de către noile autorități comuniste. Ulterior, aici se stabilește sediul C.A.P.-ului. În aceasta perioadă, o mare parte din clădirile anexe sunt demolate.
- 1990 - Familia Ștefan (Istvan) Bánffy reintră în posesia castelului și a unor loturi funciare aferente.

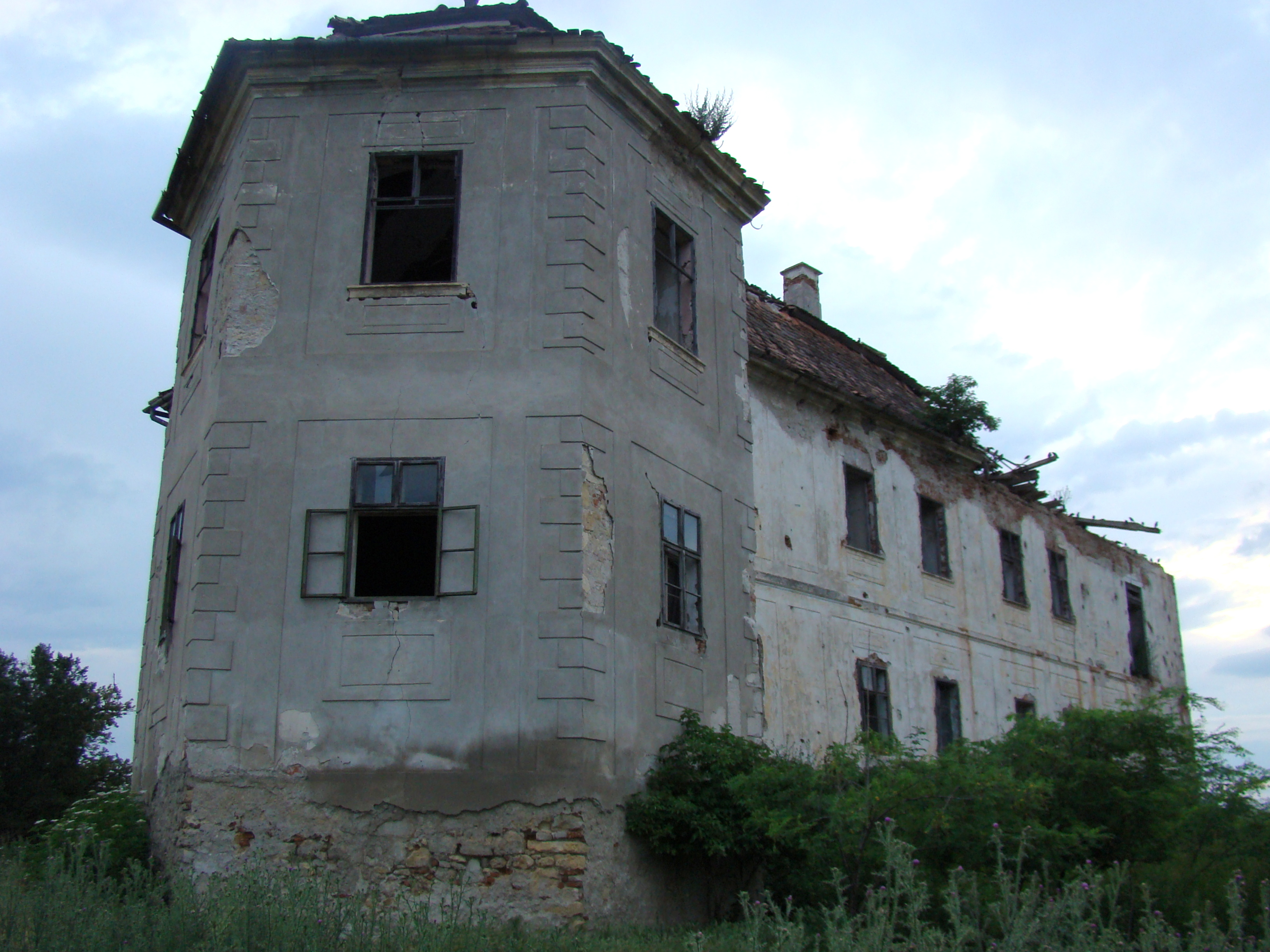
Castelul Kemény-Bánffy din Luncani, abandonat și lăsat în ruină, foto: iunie 2014.

Întreaga avere a fost lăsată moștenire de Ștefan Banffy în anul 2003 „Asociației Voluntare Castelul Banffy” din satul Luncani, com. Luna, jud. Cluj, str. Principală nr. 402, care este condusă de filantropul de origine austriacă Gerhart Spitzer, personal controversat în istoria recenta a satului Luncani, aflat in permanente conflicte cu administrația locală Luna. În documentul de transmitere a proprietații, încheiat în data de 10 octombrie 2003, baronul Ștefan Banffy și soția lui Elisabeta și-au cedat dreptul de proprietate asupra castelului de la Luncani, compus din 44 de camere, alte două case și un teren de 10 ha situate în aceeași localitate. În plus, baronul și-a cedat bunurile mobile, respectiv cele 53 de tablouri și câteva zeci de piese de mobilier de epocă. În schimb, a primit asigurarea existenței pe tot restul vieții și "înmormântarea cu toată cinstea, după datinile locale". Castelul pe care Ștefan Banffy l-a donat „Asociației Voluntare” a fost transformat intr-un centru pentru copii cu handicap. Ștefan Banffy a murit în 4 ianuarie 2006 la Cluj-Napoca. El dorea să se înființeze la Luncani un muzeu al familiei, cu obiecte care au aparținut strămoșilor săi.
Castelul este înscris pe Lista monumentelor istorice din județul Cluj, elaborată de Ministerul Culturii din România în anul 2015.

## Imagini

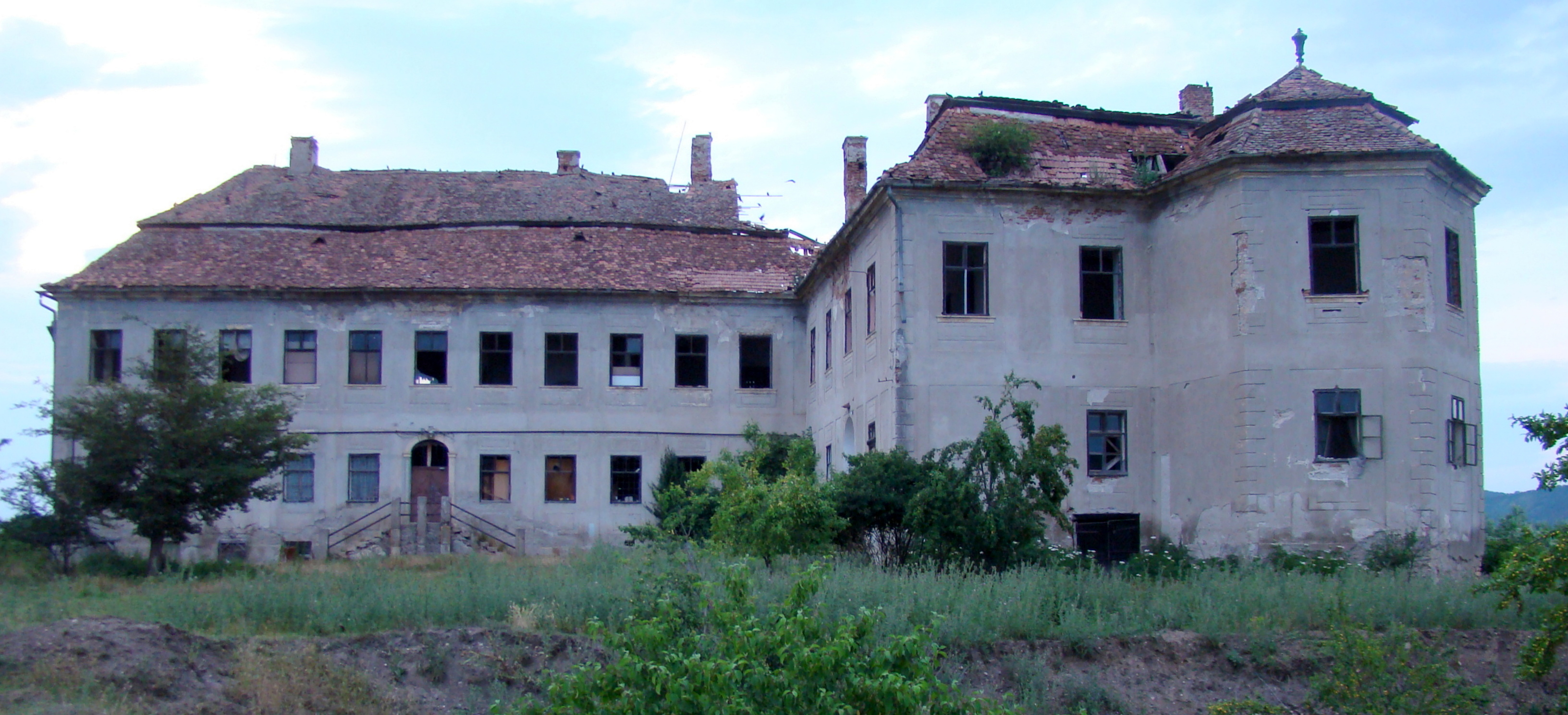
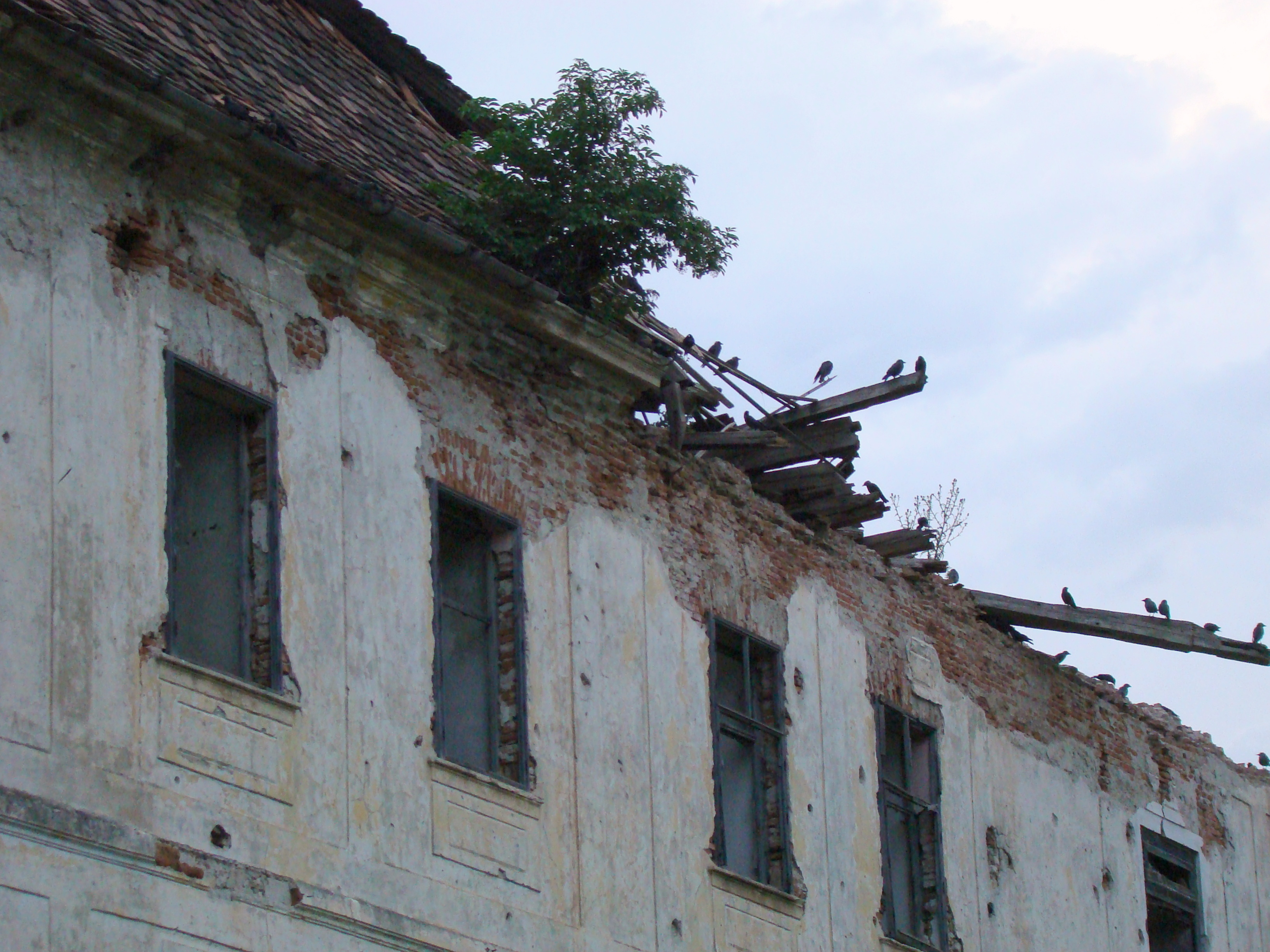
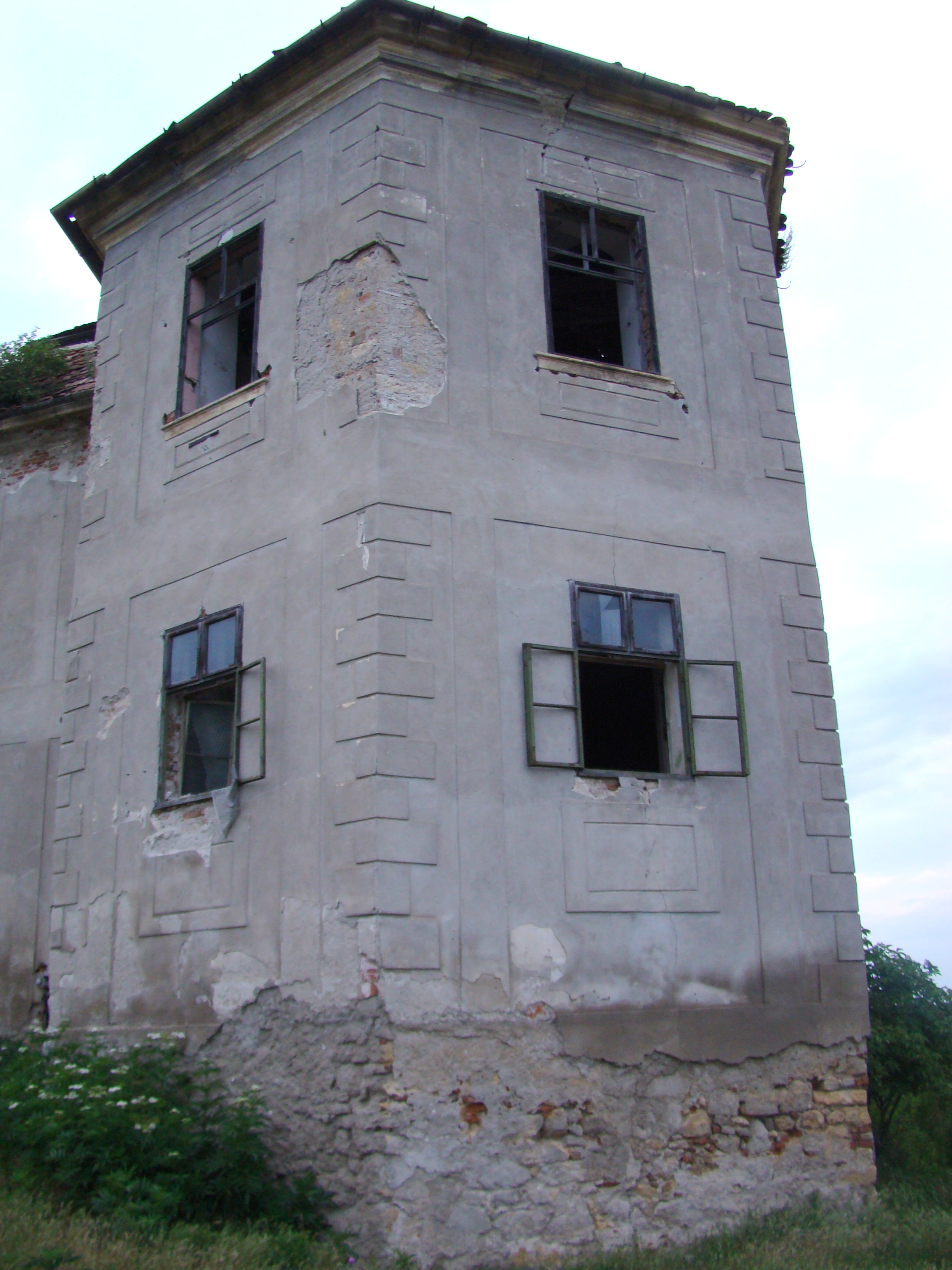
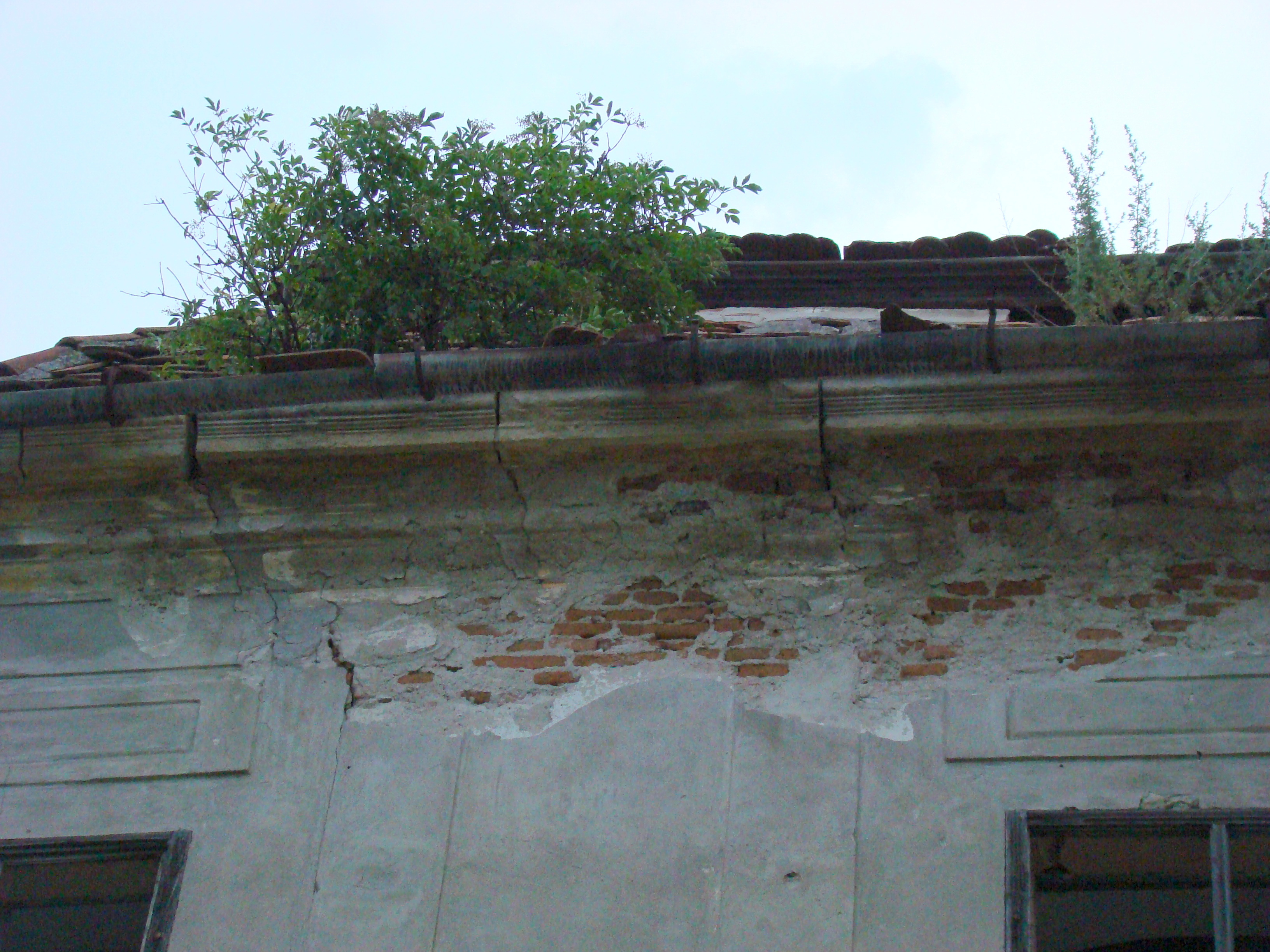
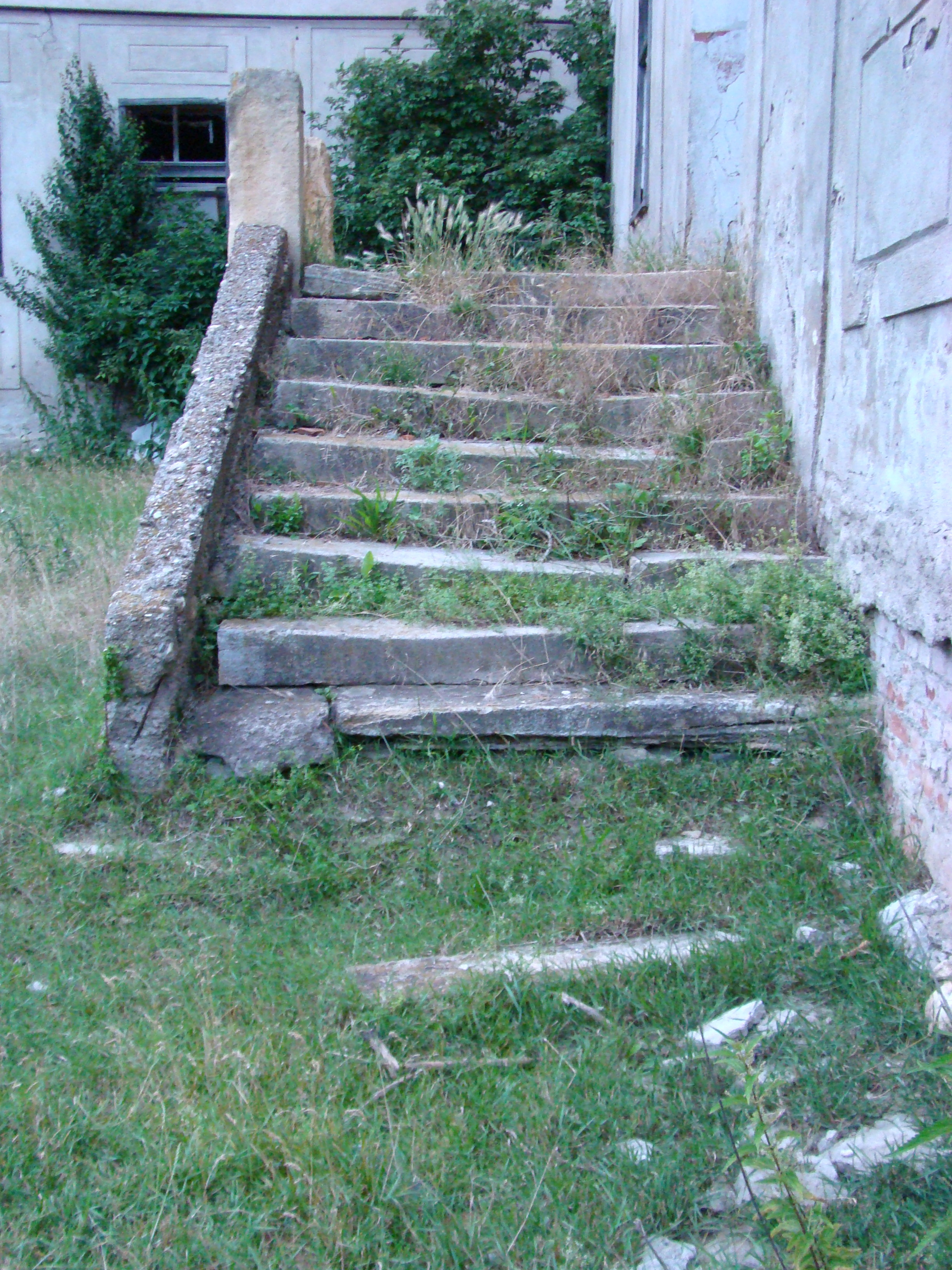
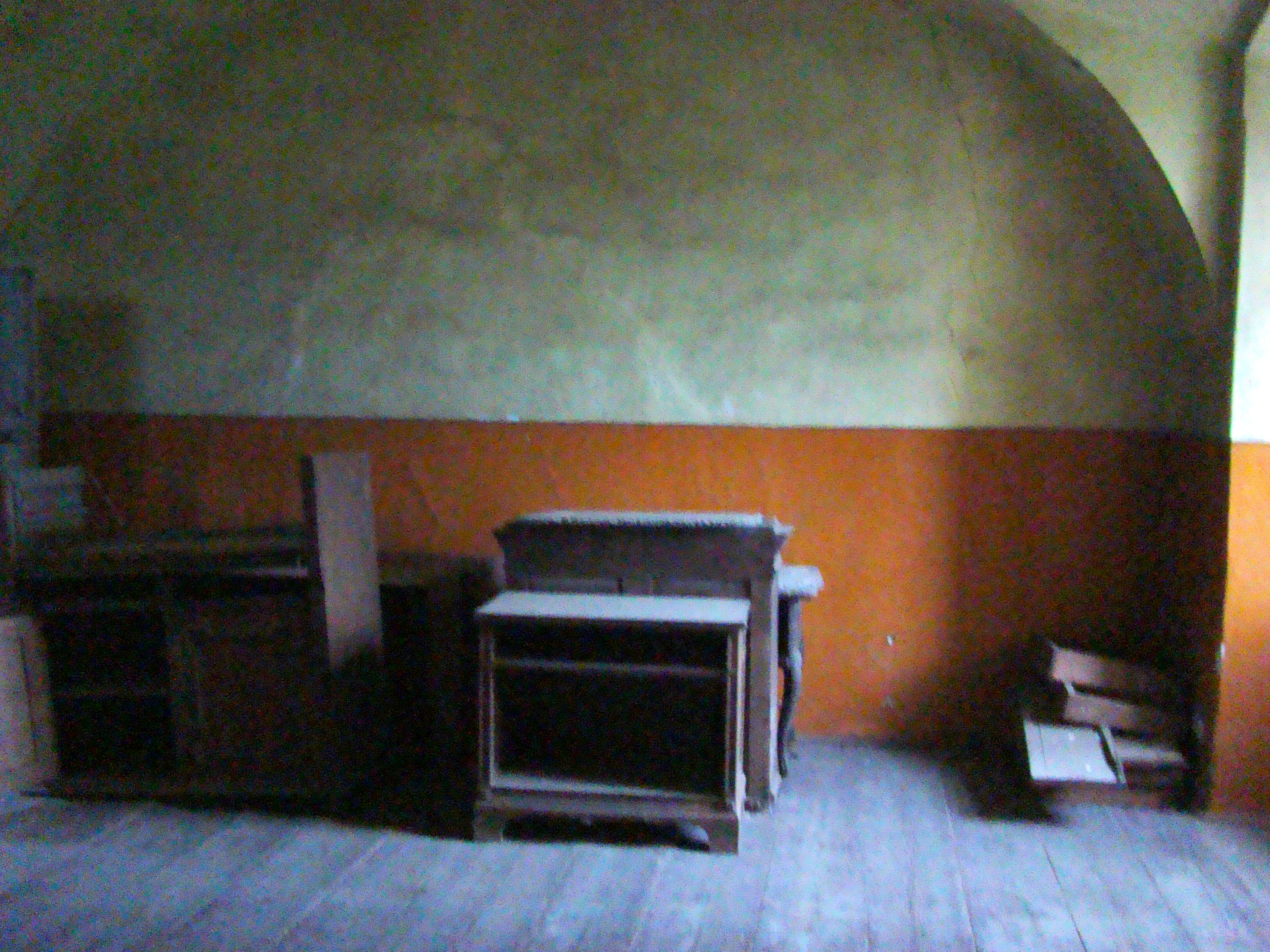
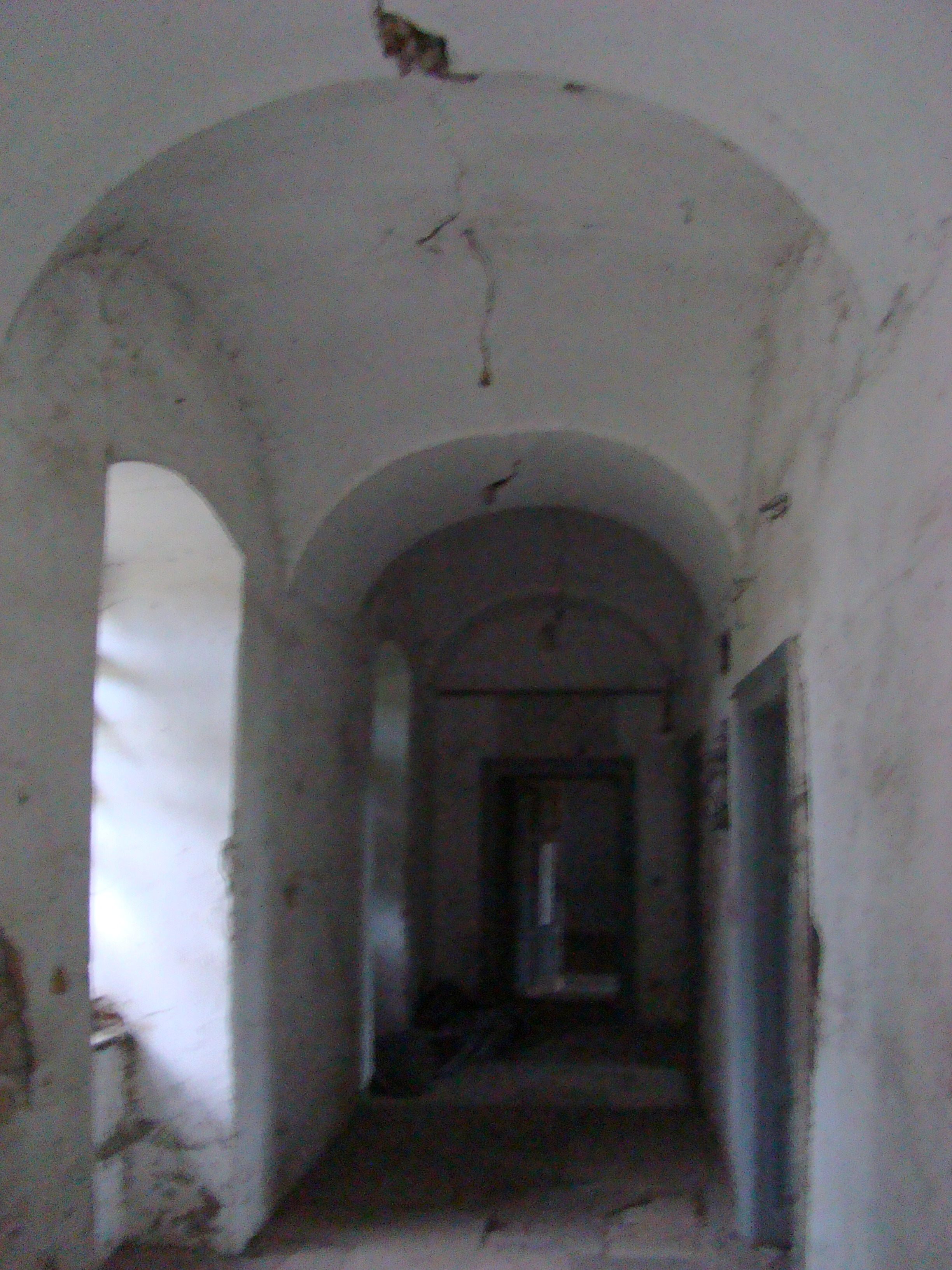
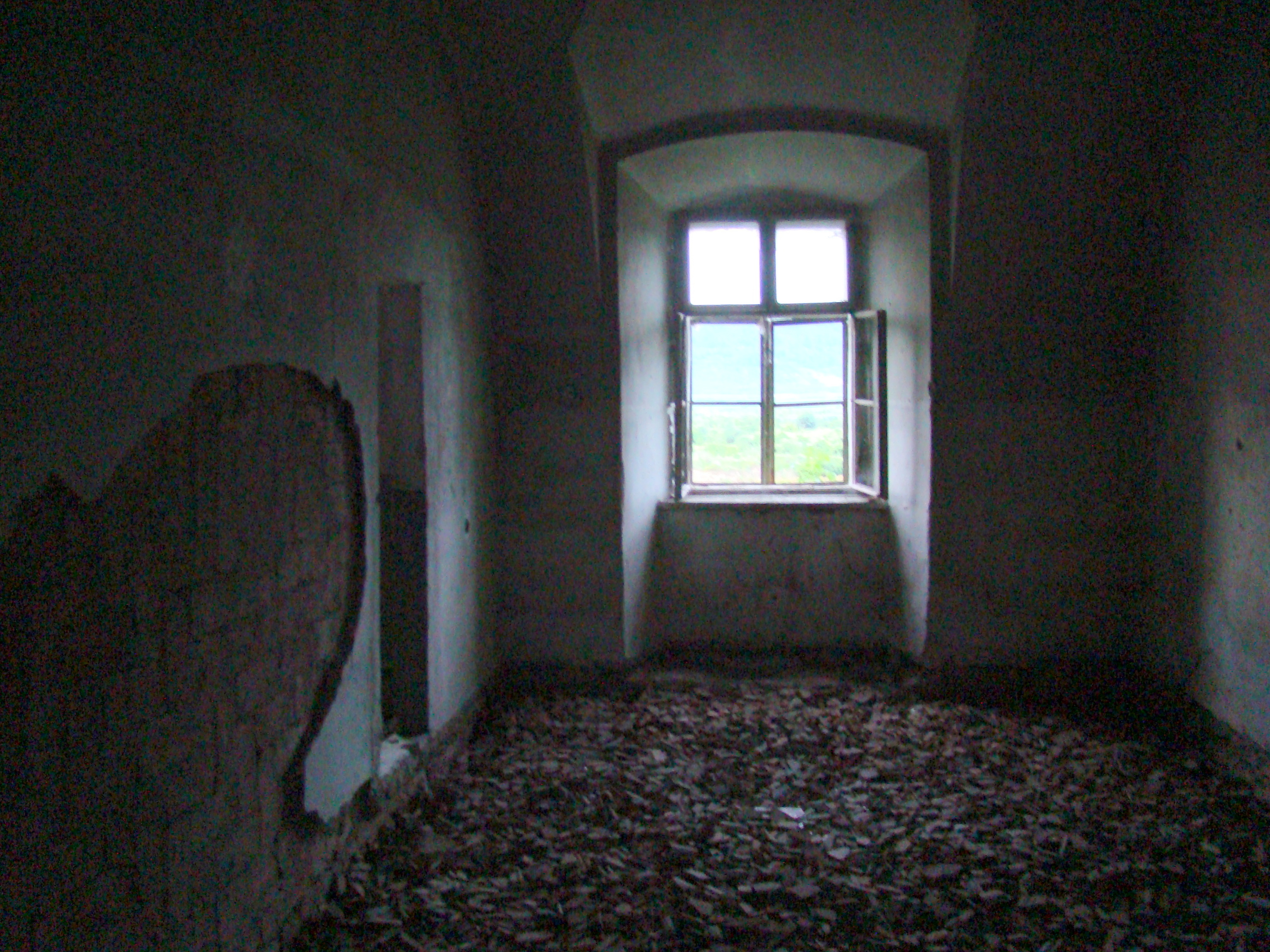
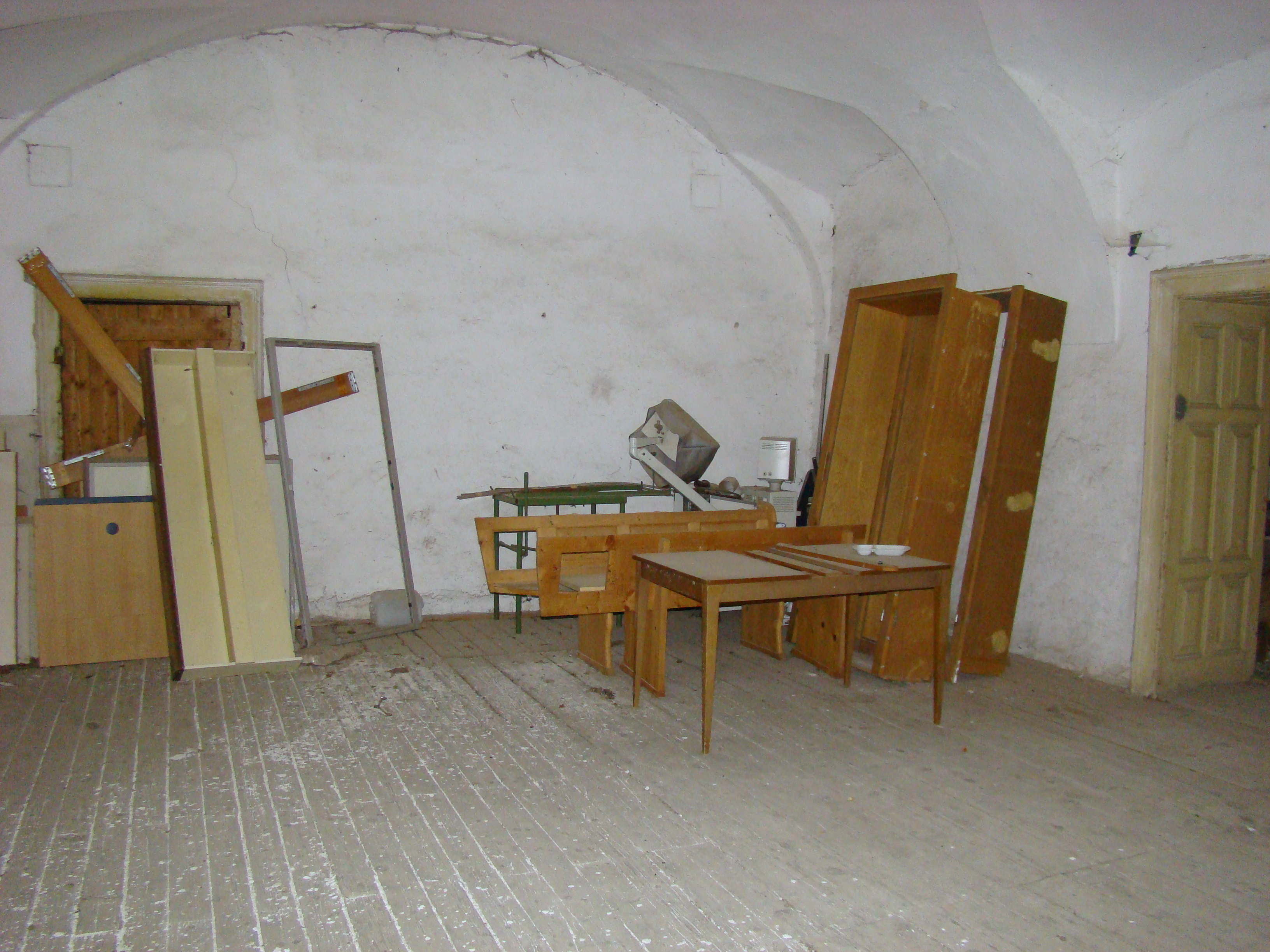
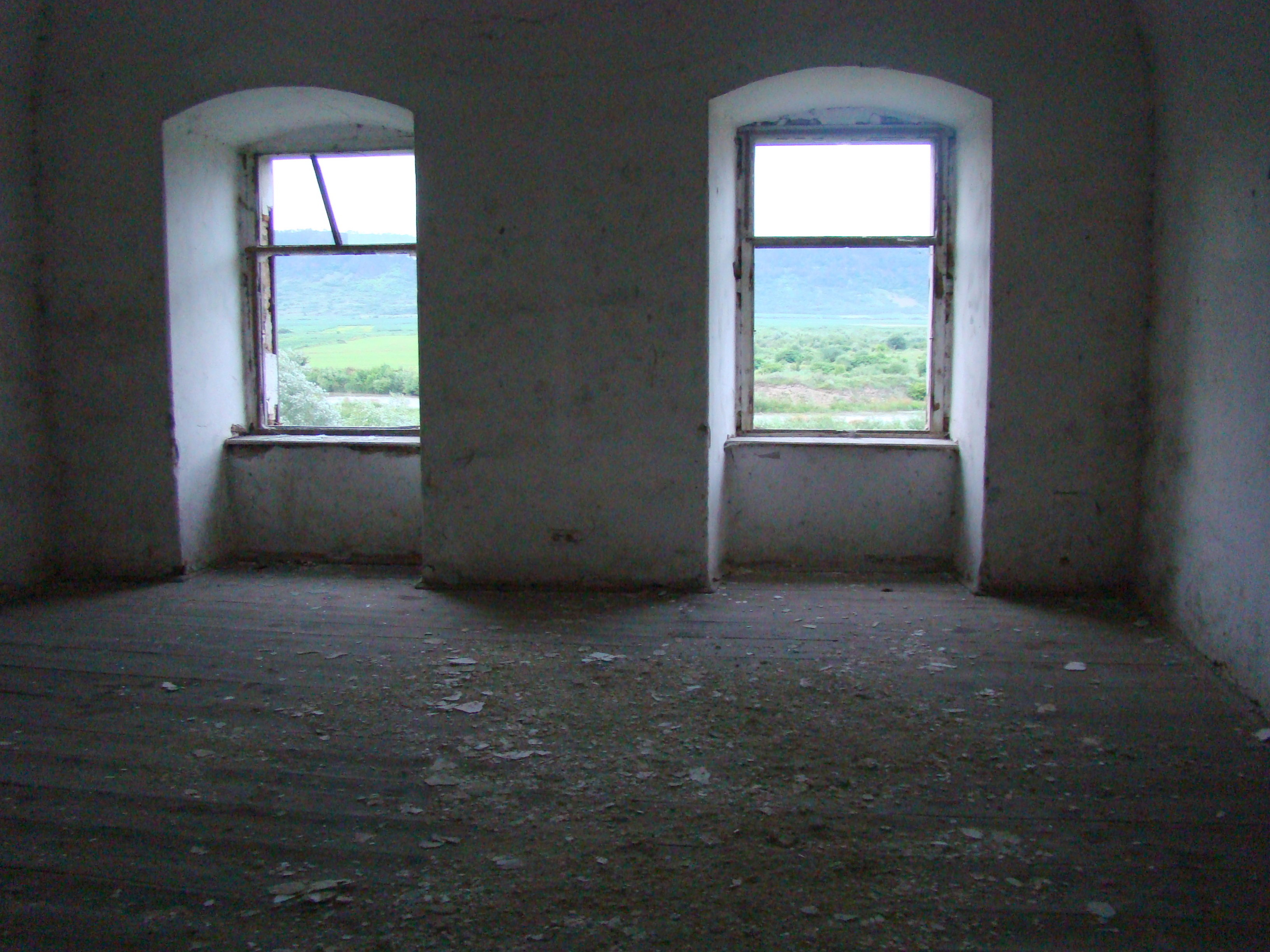
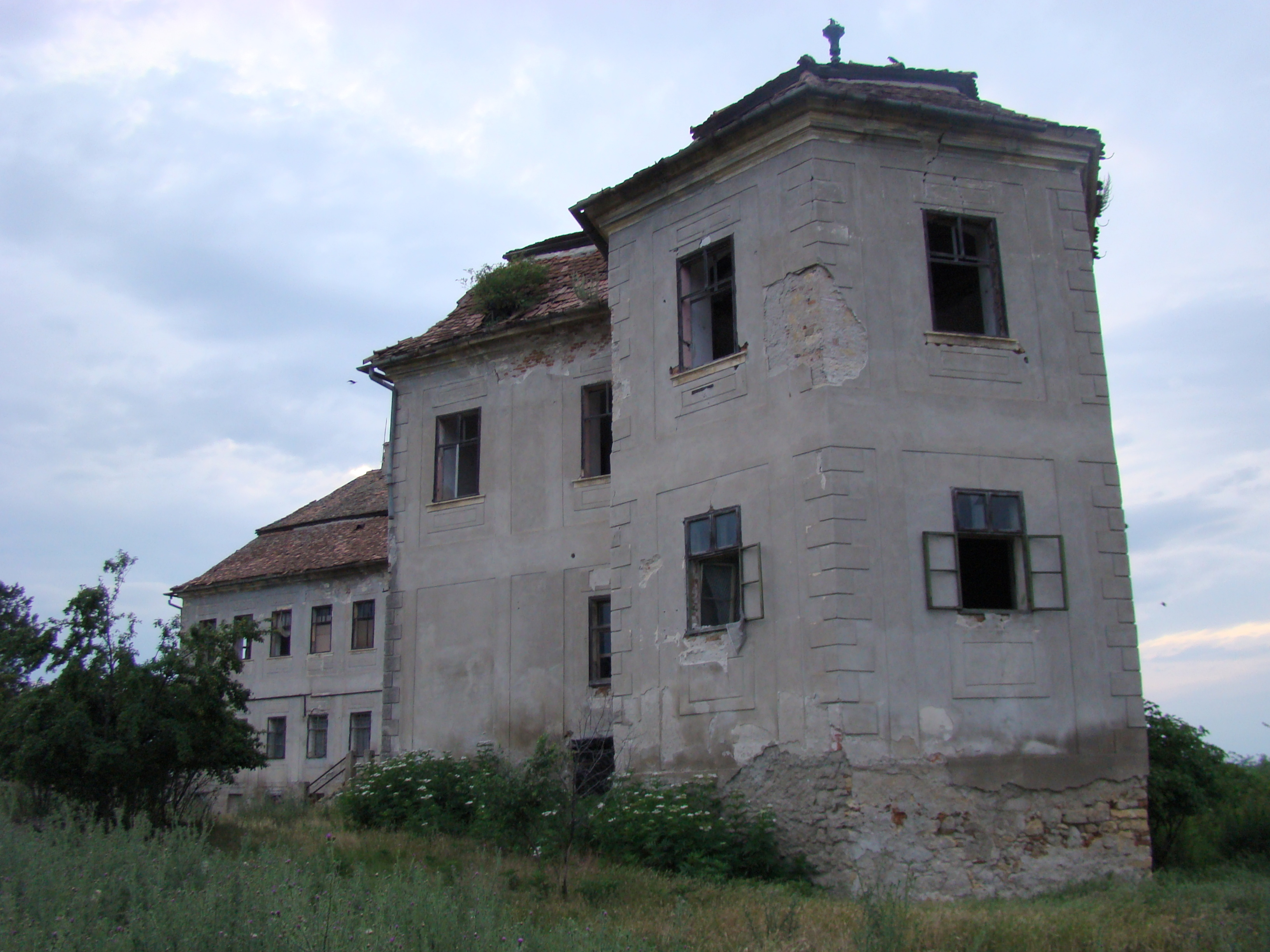
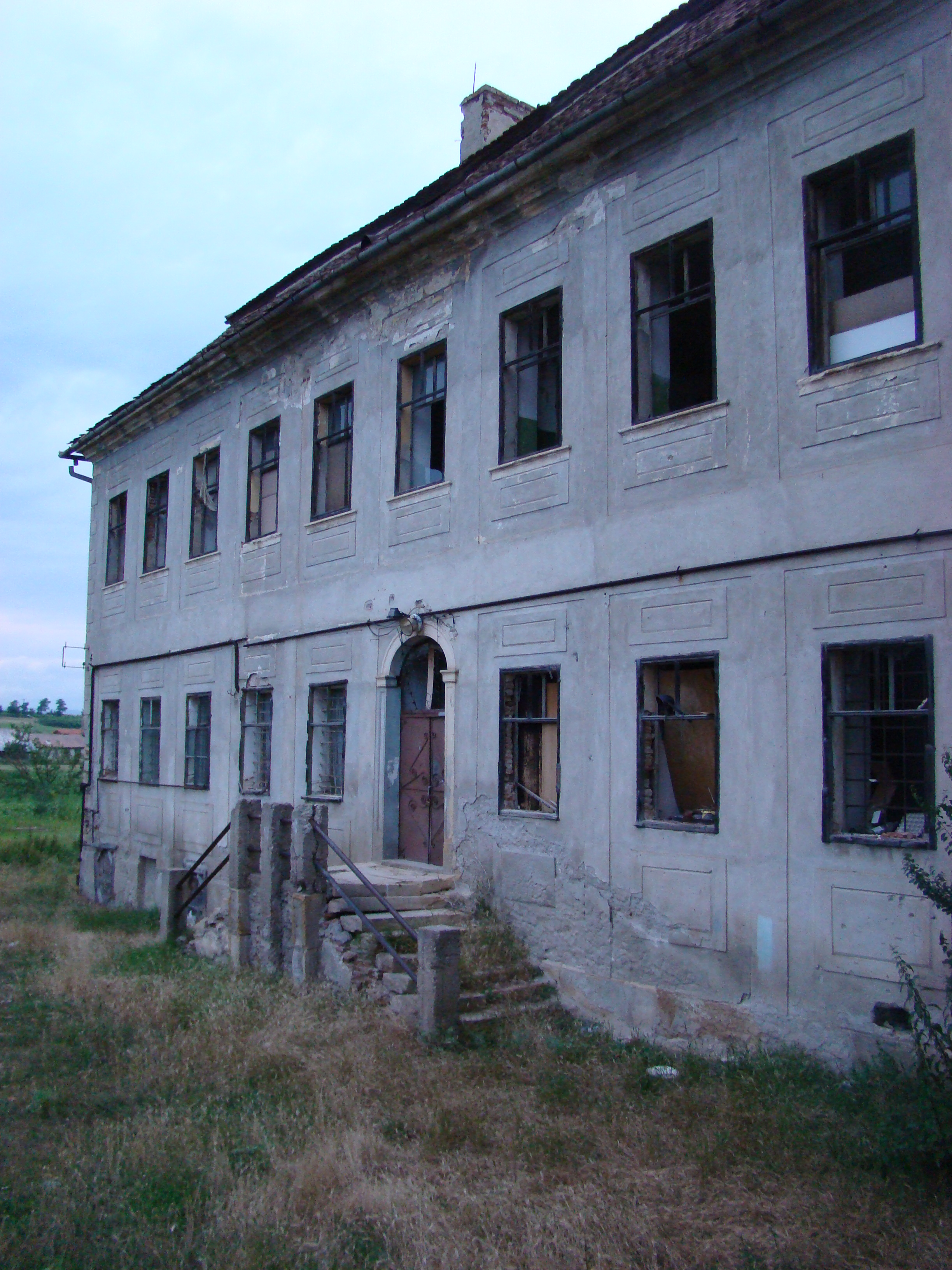
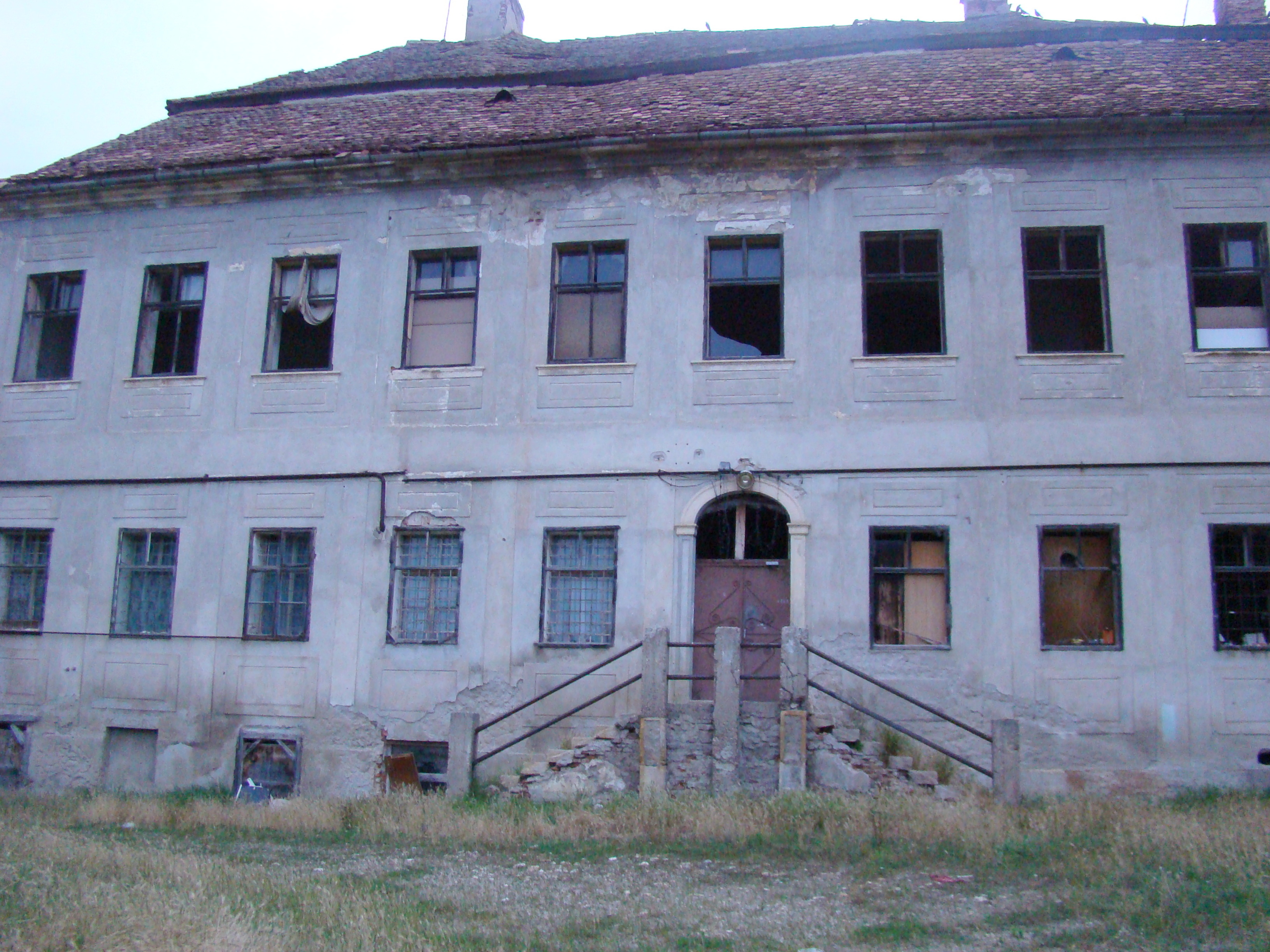
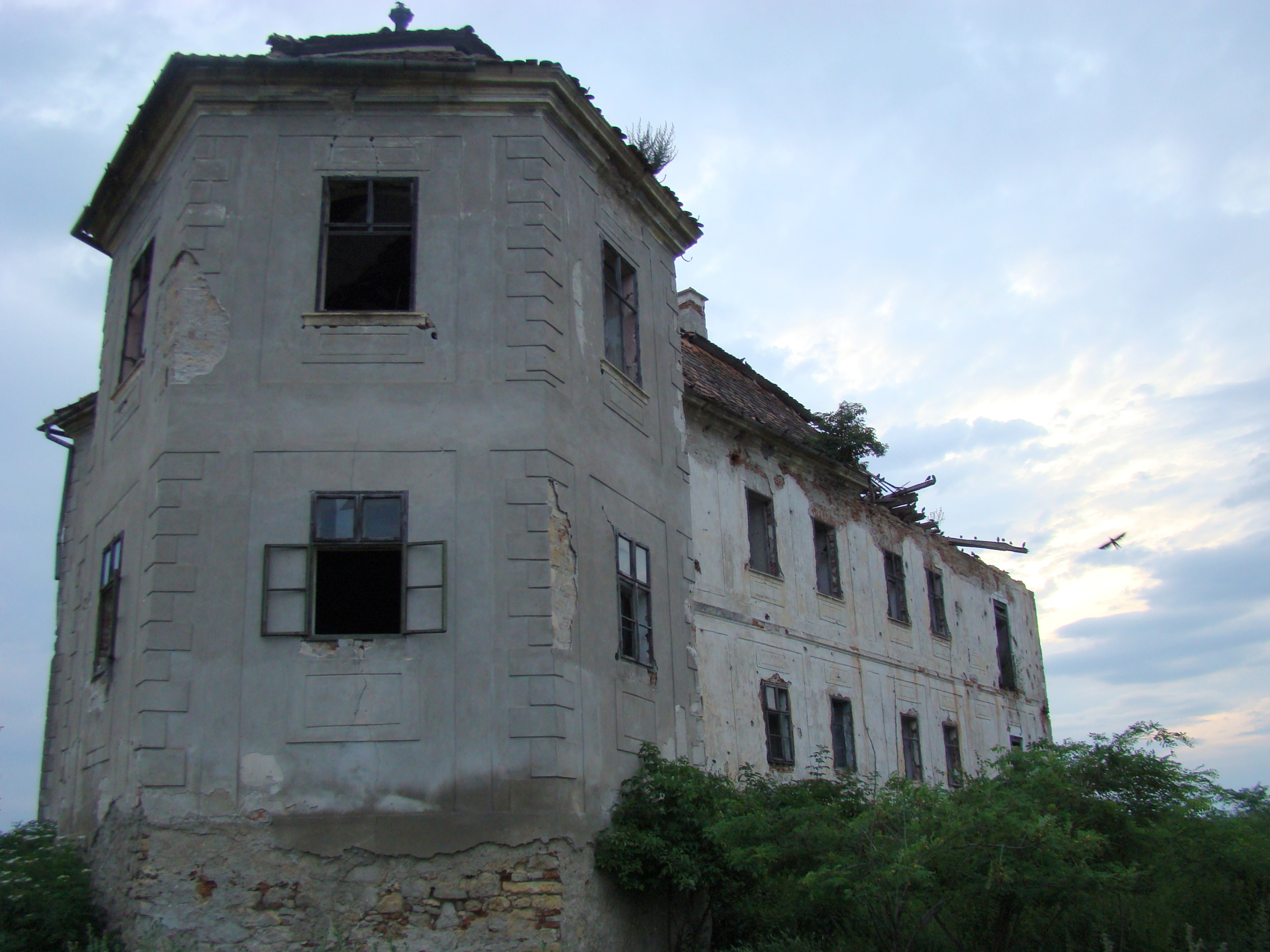